# Det stumma vittnet
Det stumma vittnet (Engelska:Dumb Witness, publicerad i USA med titeln Poirot Loses a Client) är en roman av Agatha Christie, utgiven i original 1937 men på svenska först 1961. Detektiven Hercule Poirot har huvudrollen, och han sekunderas av sin gamle vän, Arthur Hastings - som här gör sitt sista framträdande på många år, och inte återkommer förrän i Ridå - Hercule Poirots sista fall.
Recensionerna av romanen vid utgivningen 1937 var i allmänhet positiva, även om flera påpekade vad de ansåg vara svagheter i handlingen. Författaren gör "den här sortens saker så superlativt bra", medan The Times ifrågasatte en av mördarens handlingar: "vem skulle använda hammare och spik och lack mitt i natten nära en öppen sovrumsdörr?" I New York Times ansågs denna roman inte vara "Mrs Christies bästa, men hon har ändå producerat en thriller som är mycket bättre än genomsnittet", vilket är en åsikt som delas av "Torquemada" (Edward Powys Mathers), som kallade den "den minsta av alla Poirot-böcker" och sedan drog slutsatsen "Ändå, bättre en dålig Christie än en bra genomsnittlig". Mary Dell ansåg däremot att denna roman var "Mrs Christie när hon är som bäst". The Scotsman ansåg att författaren förtjänade "full pott" för denna roman. En recension från 1990 fann att denna roman inte var särskilt intressant, med uppenbara ledtrådar.

## Historia
Det stumma vittnet är baserad på en novell med titeln "The Incident of the Dog's Ball". Under många år förvarades denna novell tillsammans med Agatha Christies andra papper i ett rum på Greenway som kom att kallas "faxrummet". För att ge en dramatisk effekt vid tiden för berättelsens slutliga publicering hävdades det att berättelsen hade ansetts förlorad tills den hittades av författarens dotter i en låda med hennes personliga tillhörigheter 2004. "The Incident of the Dog's Ball" publicerades i Storbritannien i september 2009 i John Currans Agatha Christie's Secret Notebooks: Fifty Years of Mysteries in the Making. Novellen publicerades också av The Strand Magazine i deras tioårsjubileumsnummer av den återupplivade tidningen 2009.

## Handling
Den förmögna ungmön Emily Arundell skriver till Hercule Poirot i tron att hon har blivit utsatt för ett mordförsök efter ett fall i sitt hem i Berkshire. Hennes familj och hushåll tror att hon snubblade över en boll som lämnats av hennes strävhåriga foxterrier Bob. När Poirot får brevet får han veta att hon är död. Hennes läkare Dr Grainger uppger att hennes död berodde på kroniska leverproblem. Medan hon återhämtade sig från sitt tidigare fall upprättade hon ett nytt testamente där hennes stora förmögenhet gick till hennes sällskapsdam Minnie Lawson.
I ett försök att undersöka Miss Arundells tro att någon ville mörda henne, noterar Poirot, tillsammans med kapten Hastings, att enligt hennes tidigare testamente skulle hennes brorson Charles och brorsdöttrar Theresa och Bella ha ärvt. Alla tre överväger att bestrida testamentet.
När Poirot besöker huset under förevändning att köpa det, upptäcker han en spik täckt med lack högst upp i trappan, vilket tyder på att ett snöre har knutits fast vid den. Genom fröken Arundells sista ord drar han slutsatsen att Bob hade varit ute hela natten och att hon därför hade ramlat ner för trappan till följd av en snubbeltråd, och det finns en chans att fröken Arundell verkligen blev mördad. Hennes familj blir därmed misstänkt i den frågan.
Under sin undersökning får Poirot veta att en lysande aura märktes komma från den döda kvinnans mun när hon talade under en seans. När han besöker Lawson i hennes hem får han veta att hon såg någon som rörde sig natten då Miss Arundell föll, som bar en brosch med initialerna "TA". Samtidigt minns Lawsons trädgårdsmästare att Charles frågade om hans arsenikbaserade ogräsbekämpningsmedel och blir förvånad över att flaskan med det är nästan tom.
Bella lämnar senare sin man Jacob, på grund av att han mobbar henne och tar barnen med sig. Efter att Lawson hjälpt till att gömma dem på ett hotell, flyttar Poirot henne till ett annat av rädsla för ett andra mord. Innan han gör det, ger han henne en sammanfattning av fröken Arundells död. Dagen därpå hittas Bella död av en överdos av sömnmedicin.
Poirot sammanför de överlevande familjemedlemmarna och avslöjar att Bella var mördaren. Hon hatade sin man och försökte separera från honom och behålla sina barn i England. Eftersom hon inte hade några medel att göra det, beslöt hon att döda fröken Arudenll för att påskynda sitt arv. När försöket med snubbeltrådsn misslyckades fyllde hon en av Miss Arundells patentkapslar med elementär fosfor, eftersom hon visste att giftet skulle efterlikna symptomen på leversvikt. Den aura som de som deltog i seansen bevittnade berodde på det gift som fröken Arundell ovetandes hade fått i sig.
När hon fick reda på att hennes moster hade ändrat sitt testamente och att Poirot hade upptäckt orsaken till hennes död, hamnade Bella i ett mycket värre dilemma. Hon lämnade tillbaka sina barn till fadern innan hon begick självmord. Medicinen var ursprungligen avsedd att användas för att mörda Jacob, som skulle bli hennes andra offer.
Poirot avslöjar att Lawson såg Bella natten då Emily föll, fast i en spegel. Broschens initialer var omvända från "AT" – Arabella Tanios. Arseniken stals av Theresa, som hade för avsikt att använda den, men till slut inte stod ut med det. En liten summa kontanter som försvann upptäcktes senare ha stulits av Charles; Han visste att hans moster hade ändrat sitt testamente före hennes död. Poirot vet att Emily inte vill ha någon skandal och respekterar detta, medan Lawson bestämmer sig för att dela sitt arv med Theresa, Charles och Bellas barn. Under tiden återvänder Poirot och Hastings hem med Bob som följeslagare.

## Karaktärer
- Hercule Poirot: den berömda belgiska detektiven som löser fallet.
- Kapten Arthur Hastings: berättare, vän till Poirot och foxterriern Bob.
- Emily Arundell: förmögen äldre kvinna som aldrig gifte sig, ägare till Little Green House; Den sista överlevande av fem syskon, Matilda, Emily, Arabella, Thomas och Agnes. Hon mördades med gift.
- Theresa Arundell: fashionabel, attraktiv brorsdotter till Emily Arundell, ännu inte 30 år gammal; spenderade det kapital hon ärvde vid 21 års ålder av sin far; förlovad med ambitiös ung läkare.
- Dr Rex Donaldson: Theresas fästman och yngre partner till Dr. Grainger.
- Charles Arundell: brorson till Emily Arundell och bror till Theresa, i trettioårsåldern; son till Thomas Arundell och änka Mrs Varley. Han spenderade också kapitalet av sitt arv från sin far och bosatte sig i British Columbia, Kanada.
- Bella Tanios: brorsdotter till Emily Arundell, kusin till Charles och Theresa; Dotter till Arabella Arundell och professor Biggs, som undervisade i kemi vid ett engelskt universitet.
- Dr Jacob Tanios: Bellas man, av grekisk härkomst, en läkare som praktiserar i Smyrna.
- Edward Tanios: ung son till Bella och Jacob.
- Mary Tanios: ung dotter till Bella och Jacob, ca 7 år gammal.
- Ellen: mångårig medlem av Emily Arundells hushållspersonal.
- Wilhelmina (Minnie) Lawson: Emily Arundells följeslagare under det sista året, och i hennes testamente, ensam arvtagerska.
- Isabel och Julia Tripp: två excentriska systrar och amatörspiritualister som delar ett hem nära Little Green House.
- Dr Grainger: läkare till Emily Arundell; i Market Basing sedan 1919.
- Miss Peabody: sedan länge bosatt i byn och vän till Emily Arundell, hon kände alla syskonen Arundell och delade med sig av sin kunskap till Poirot.
- Bob: Strävhårig foxterrier som tillhör Emily Arundell och det titulära stumma vittnet.

## Litterär betydelse och mottagande
John Davy Hayward kommenterade i Times Literary Supplement (10 juli 1937), samtidigt som han godkände Christies arbete, ganska utförligt vad han ansåg vara en central svaghet i denna bok: "Vem, i deras sinnen, känner man, skulle använda hammare och spik och lack mitt i natten inom några meter från en öppen dörr! – en dörr som dessutom medvetet lämnades öppen på natten för observation! Och förresten, bär damer stora broscher på sina morgonrockar? Detta är små men kittlande punkter som det inte skulle vara värt att ta upp i ett verk av en mindre framstående författare än Christie; Men de är värda att notera, om så bara som ett mått på nyfikenhet och intresse med vilket man närmar sig sina problem och försöker förutse deras lösning."
I The New York Times Book Review (26 september 1937) skrev Kay Irvin att "man kan lita på att Agatha Christie berättar en bra historia. Även när hon inte gör sitt mest briljanta arbete håller hon läsarens uppmärksamhet, leder dem vidare från ledtråd till ledtråd, och från fel till misstag, tills de till slut kommer fram till en smash mot överraskningen. Hon gör inte sitt mest briljanta arbete i Poirot Loses A Client, men hon har ändå producerat en thriller som är mycket bättre än genomsnittet, och hennes handling har nyhet, eftersom den har en sund mekanism, spännande karaktärstyper och uppfinningsrikedom.
I The Observers nummer av den 18 juli 1937 skrev "Torquemada" (Edward Powys Mathers): "Vanligtvis efter att ha läst en Poirot-berättelse börjar recensenten planera för utrymme för att behandla den på ett adekvat sätt; men Det stumma vittnet, den minsta av alla Poirot-böcker, har inte denna effekt på mig, även om min uppriktiga beundran för Agatha Christie nästan är beryktad. Bortsett från en viss skallighet i handlingen och en råhet i karaktäriseringen, som denna författare tycktes ha vuxit ifrån för flera år sedan, och bortsett från det faktum att hennes ganska tilltalande hund inte har något vittnesmål att ge åt något håll om det verkliga i motsats till mordförsöket, avslöjar hennes senaste bok två huvudsakliga brister. För det första, när Poirot får ett försenat brev från en död gammal dam, följer han blint en liten grå föraning. För det andra är det gott och väl för Hastings att inte se betydelsen av broschen i spegeln, men att Poirot missar den så länge är nästan en förolämpning mot den blivande tillbedjaren. Ändå är det bättre med en dålig Christie än ett bra genomsnitt."
The Scotsman av den 5 juli 1937 inledde med: "I Agatha Christies roman finns det en mindre fråga om konstruktion som kan ställas." Recensenten fortsatte sedan med att beskriva handlingens upplägg fram till den punkt där Poirot får Emily Arundells brev och sedan säger: "Varför skulle historien inte ha börjat vid den här tidpunkten? M. Poirot rekonstruerar den härifrån och läsaren skulle förmodligen ha haft större glädje av den om han inte redan hade haft en antydan om läget. Men upptäckten är god, och läsaren har ingen anledning att klaga, ty den verkliga ledtråden dinglar framför hans ögon flera gånger, och eftersom den verkar vara ett normalt drag hos ett annat fenomen än förgiftning, tenderar han att ignorera den. För detta förtjänar Agatha Christie full pott."
E. R. Punshon från The Guardian inledde sin recensionsspalt den 13 juli 1937 med en översiktlig jämförelse av böckerna i fråga den veckan (förutom Det stumma vittnet, I'll be Judge, I'll be Jury av Milward Kennedy, Hamlet, Revenge! av Michael Innes, Dancers in Mourning av Margery Allingham och Careless Corpse av C. Daly King) när han skrev: "Bara Mrs Christie håller sig närmare den gamla traditionen, och den här gången lägger hon till mycket välbekant och en terrier så fascinerande att till och med Poirot själv nästan drivs från mitten av scenen." I själva recensionen fortsatte han med att säga att dedikationen av romanen till Peter var "ett faktum som i detta hunddyrkande land är tillräckligt i sig självt för att garantera framgång". Han observerade att Poirot "visar all sin vanliga skarpsinnighet; Kapten Hastings – som lyckligtvis än en gång stod vid Poirots sida – mer än all sin vanliga dumhet, och det återstår inget annat för kritikern än att ge sin vanliga hyllning till en annan av Mrs Christies framgångar. Hon gör verkligen sådana saker så överlägset bra, att man är otacksamt frestad att önska att hon skulle göra något litet annorlunda, om än mindre bra."
I Daily Mirror (8 juli 1937) skrev Mary Dell: "När jag väl hade börjat läsa behövde jag inte förlita mig på Bob eller hans klokhet för att hålla mig intresserad. Det här är Agatha Christie när hon är som bäst." Hon avslutade: "Här är en bok som kommer att hålla alla thrillerfans nöjda från sida ett till sida trehundra och något sådant."
Robert Barnard: "Inte riktigt vintage för perioden: ingen av den döda kvinnans relationer är särskilt intressant, och den viktigaste ledtråden är mycket uppenbar. Hundgrejerna är ganska pinsamma, även om de görs med tillgivenhet och kunskap. Till slut ges hunden till Hastings – eller möjligen tvärtom."

### TV

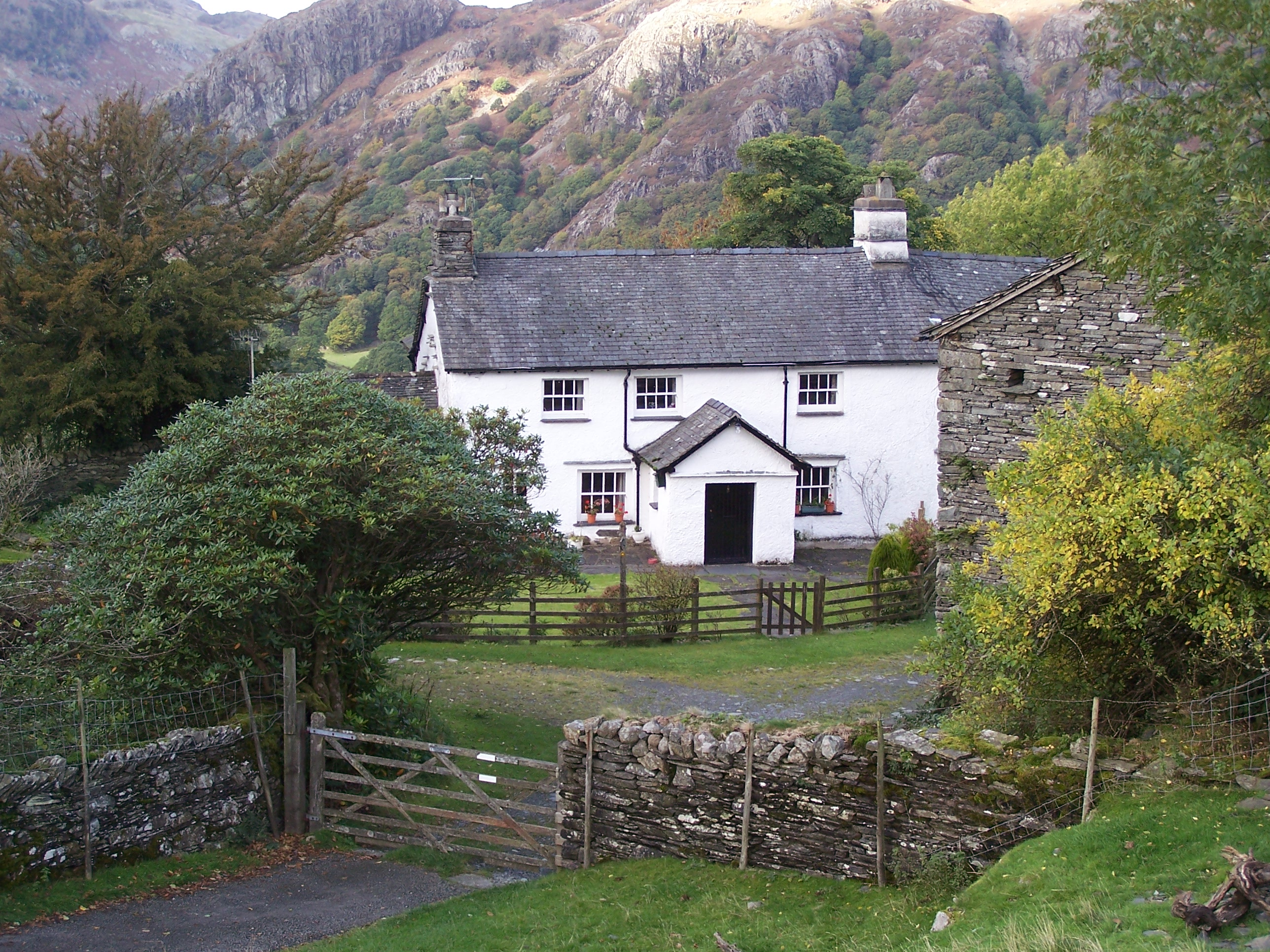
Tarn Hows Cottage, Cumbria: Teresa Arundells hem i Agatha Christie's Poirot